# Comuna Scorțeni, Bacău
Scorțeni este o comună în județul Bacău, Moldova, România, formată din satele Bogdănești, Florești, Grigoreni, Scorțeni (reședința), Stejaru și Șerpeni.

## Așezare
Comuna se află în partea central-nordică a județului, la confluența Tazlăului Sărat cu Tazlăul Mare, râuri ce formează începând din extremitatea sudică a comunei râul Tazlău. Este traversată de șoseaua națională DN2G, care leagă Bacăul de Moinești. La Florești, din acest drum se ramifică șoseaua județeană DJ118, care duce spre sud la Berești-Tazlău și Sănduleni (unde se termină în DN11).

## Demografie
Componența etnică a comunei Scorțeni
     Români (91,86%)
     Alte etnii (0,61%)
     Necunoscută (7,53%)
Componența confesională a comunei Scorțeni
     Ortodocși (72,78%)
     Romano-catolici (17,25%)
     Adventiști (1,5%)
     Alte religii (0,57%)
     Necunoscută (7,9%)
Conform recensământului efectuat în 2021, populația comunei Scorțeni se ridică la 2.469 de locuitori, în scădere față de recensământul anterior din 2011, când fuseseră înregistrați 2.676 de locuitori. Majoritatea locuitorilor sunt români (91,86%), iar pentru 7,53% nu se cunoaște apartenența etnică. Din punct de vedere confesional, majoritatea locuitorilor sunt ortodocși (72,78%), cu minorități de romano-catolici (17,25%) și adventiști (1,5%), iar pentru 7,9% nu se cunoaște apartenența confesională.

## Politică și administrație
Comuna Scorțeni este administrată de un primar și un consiliu local compus din 11 consilieri. Primarul, Vlad-George Rotariu[*], de la Partidul Național Liberal, este în funcție din 1 noiembrie 2024. Începând cu alegerile locale din 2024, consiliul local are următoarea componență pe partide politice:
|  | Partid                          | Consilieri | Componența Consiliului | Componența Consiliului | Componența Consiliului | Componența Consiliului | Componența Consiliului |
|  | ------------------------------- | ---------- | ---------------------- | ---------------------- | ---------------------- | ---------------------- | ---------------------- |
|  | Partidul Național Liberal       | 5          |                        |                        |                        |                        |                        |
|  | Partidul Social Democrat        | 2          |                        |                        |                        |                        |                        |
|  | Uniunea Salvați România         | 1          |                        |                        |                        |                        |                        |
|  | Alianța pentru Unirea Românilor | 1          |                        |                        |                        |                        |                        |
|  | Partidul S.O.S. România         | 1          |                        |                        |                        |                        |                        |
|  | Partidul Puterii Umaniste       | 1          |                        |                        |                        |                        |                        |

## Istorie
La sfârșitul secolului al XIX-lea, comuna era reședința plășii Tazlăul de Sus a județului Bacău și era formată din satele Scorțeni, Grigoreni și Pustiana, având în total 3125 de locuitori. În comună existau trei școli mixte (una în fiecare sat, cea din Scorțeni datând din 1865 și cea din 1889) cu 169 de elevi; două biserici ortodoxe (la Scorțeni și Grigoreni) și una catolică (la Pustiana). Anuarul Socec din 1925 consemnează comuna în plasa Tazlău a aceluiași județ, având 4111 locuitori în satele Grigoreni, Scorțeni, Pustiana și Sârbi și în cătunele Mărgineni-Luncani și Poiana Boului.
În 1950, comuna a fost transferată raionului Moinești din regiunea Bacău. În 1968, ea a revenit la județul Bacău, reînființat; tot atunci au fost desființate satele Luncani-Margina (comasat cu Grigoreni) și Sârbi (comasat cu Florești, sat preluat de la fosta comună Tescani).

## Monumente istorice
În comuna Scorțeni se află ansamblul bisericii „Sfinții Voievozi”-Merișor, monument istoric de arhitectură de interes național datând din secolele al XVIII-lea–al XIX-lea, ansamblu format din biserica propriu-zisă (construită în 1799) și turnul-clopotniță (datând din secolul al XIX-lea) și aflat în satul Scorțeni.
În rest, un singur alt obiectiv din comună este inclus în lista monumentelor istorice din județul Bacău ca monument de interes local: biserica „Sfinții Voievozi” (1909–1913) din satul Scorțeni, construcție clasificată tot ca monument de arhitectură.